# Triatoma
Triatoma is een geslacht van wantsen uit de familie van de Reduviidae (Roofwantsen). Het geslacht werd voor het eerst wetenschappelijk beschreven door Laporte de Castelnau in 1833.

## Soorten
Het genus bevat de volgende soorten:

- Triatoma africana Neiva
- Triatoma amicitiae Lent, 1951
- Triatoma arthurneivai Lent & Viana Martins, 1940
- Triatoma bahiensis Sherlock & Serafim, 1967
- Triatoma baratai Carcavallo & Jurberg, 2000
- Triatoma barberi Usinger, 1939
- Triatoma bolivari Carcavallo, Martínez & Pelaez, 1984
- Triatoma boliviana Martínez, Chávez, Sossa, Aranda, Vargas & Vidaurre, 2007
- Triatoma bouvieri Larrousse, 1924
- Triatoma brailovskyi Martínez, Carcavallo & Pelaez, 1984
- Triatoma brasiliensis Neiva, 1911
- Triatoma breyeri Del Ponte, 1929
- Triatoma bruchi Mazza & Jorg
- Triatoma carcavalloi Jurberg, Rocha & Lent, 1998
- Triatoma carrioni Larrousse, 1926
- Triatoma cavernicola Else & Cheong, 1977
- Triatoma chagasi Brumpt & Gomes
- Triatoma chilena Usinger
- Triatoma circummaculata (Stål, 1913)
- Triatoma costalimai Verano & Galvão, 1959
- Triatoma deaneorum Galvão, Souza & Lima, 1967
- Triatoma delpontei Romaña & Abalos, 1947
- Triatoma dimidiata (Latreille, 1811)
- Triatoma dispar Lent, 1899
- Triatoma dominicana Poinar, 2005
- Triatoma eratyrusiformis Del Ponte, 1929
- Triatoma fluminenses Neiva & Pinto
- Triatoma gallardoi Carpintero, 1990
- Triatoma garciabesi Carcavallo et al., 1967
- Triatoma garciabesi Carcavallo, Martinez, Cichero, Prosen & Ronderos, 1967
- Triatoma gerstaeckeri (Stål, 1859)
- Triatoma gomesi Neiva & Pinto
- Triatoma gomeznunezi Martínez, Carcavallo & Jurberg, 1994
- Triatoma guasayana Wygodzinsky & Abalos, 1949
- Triatoma guazu Lent & Wygodzinsky, 1979
- Triatoma hegneri Mazzotti, 1940
- Triatoma heidemanni Neiva
- Triatoma holmbergi Del Ponte
- Triatoma huehuetenanguensis Lima-Cordón, Monroy, Stevens, Rodas, Rodas, Dorn & Justi, 2019
- Triatoma incrassata Usinger, 1939
- Triatoma indictiva Neiva, 1912
- Triatoma infestans (Klug in Meyen, 1834)
- Triatoma jatai Gonçalves et al., 2013
- Triatoma juazeirensis Costa & Felix, 2007
- Triatoma jurbergi Carcavallo, Galvão & Lent, 1998
- Triatoma klugi Carcavallo, Jurberg, Lent & Galvão, 2001
- Triatoma lecticularia (Stål, 1859)
- Triatoma lenti Sherlock & Serafim, 1967
- Triatoma lenticularius (Stål, 1859)
- Triatoma leopoldi (Schouteden, 1933)
- Triatoma limai Del Ponte, 1929
- Triatoma maculata (Erichson in Schomburg, 1848)
- Triatoma martinezi Carcavallo, Jurberg & Lent
- Triatoma matogrossensis Leite & Barbosa, 1953
- Triatoma mazzae Jorg
- Triatoma melanocephala Neiva & Pinto, 1923
- Triatoma mexicana (Herrich-Schäffer, 1848)
- Triatoma migrans Breddin, 1903
- Triatoma mopan Dorn, Justi, Dale, Stevens, Galvão, Lima-Cordón & Monroy, 2018
- Triatoma neotomae Neiva, 1911
- Triatoma nigromaculata (Stål, 1859)
- Triatoma ninoi Carcavallo, Martinez, Prosen & Cichero
- Triatoma nitida Usinger, 1939
- Triatoma occulta Neiva
- Triatoma oliveirai (Neiva, Pinto & Lent, 1939)
- Triatoma oswaldoi Neiva & Pinto
- Triatoma patagonica Del Ponte, 1929
- Triatoma peninsularis Usinger, 1940
- Triatoma pessoai Sherlock & Serafim
- Triatoma petrochiae Pinto & Barreto, 1925
- Triatoma pintodiasi Jurberg, Cunha & Rocha in Jurberg et al., 2013
- Triatoma pintoi Larrousse
- Triatoma platensis Neiva, 1913
- Triatoma protracta (Uhler, 1894)
- Triatoma pseudomaculata Correa & Espínola, 1964
- Triatoma pugasi Lent, 1953
- Triatoma recurva (Stål, 1868)
- Triatoma rosai Alevi, Garcia, Oliveira, Cristal, Delgado, Bittinelli, Reis, Ravazi, Oliveira, Galvão, Azered-Oliveira & Madeira, 2020
- Triatoma rosenbuschi Mazza
- Triatoma rubida (Uhler, 1894)
- Triatoma rubrofasciata (De Geer, 1773)
- Triatoma rubrovaria (Blanchard, 1843)
- Triatoma rufofasciata van Duzee, 1917
- Triatoma ryckmani Zeledón & Ponce, 1972
- Triatoma sanguisuga (LeConte, 1856)
- Triatoma sherlocki Papa, Jurberg, Carcavallo, Cerqueira & Barata, 2002
- Triatoma sinaloensis Ryckman, 1962
- Triatoma sinica Hsiao, 1965
- Triatoma sordida (Stål, 1859)
- Triatoma tibiamaculata (Pinto, 1926)
- Triatoma uhleri Neiva
- Triatoma vandae Carcavallo, Jurberg, Rocha, Galvão, Noireau & Lent, 2002
- Triatoma venosa (Stål, 1872)
- Triatoma virus ICTV
- Triatoma vitticeps (Stål, 1859)
- Triatoma wernickei Del Ponte
- Triatoma williami Galvao, Souza & Lima, 1965
- Triatoma williami Galvão, Souza & Lima, 1965
- Triatoma wygodzinskyi Lent, 1950